# Stephanie Tubbs Jones
Stephanie Tubbs Jones, född 10 september 1949 i Cleveland, Ohio, död 20 augusti 2008 i East Cleveland i Cuyahoga County, Ohio, var en amerikansk demokratisk politiker och jurist. Hon representerade delstaten Ohios elfte distrikt i USA:s representanthus från 1999 fram till sin död.
Jones gick i skola i Collinwood High School i Cleveland och studerade vid Case Western Reserve University. Hon avlade 1971 kandidatexamen och 1974 juristexamen. Hon arbetade som domare i Cuyahoga County 1983–1991 och sedan som åklagare 1991–1998.
Kongressledamoten Louis Stokes kandiderade inte till omval i kongressvalet 1998. Jones vann valet och efterträdde Stokes i representanthuset i januari 1999. Hon omvaldes fyra gånger. Hon avled i ämbetet och efterträddes som kongressledamot av Marcia Fudge.